# هانس مولر (أستاذ جامعي)
هانس مولر هو فيزيائي سويسري، ولد في 27 أكتوبر 1900 في أمريسفيل في سويسرا، وتوفي في 10 يونيو 1965 في بيلمونت في الولايات المتحدة وهو منشئ مصفوفة مولر.